# 菲尔巴赫
菲尔巴赫是德国莱茵兰-普法尔茨州的一个市镇。总面积4.53平方公里，总人口531人，其中男性270人，女性261人（2011年12月31日），人口密度117人/平方公里。